# Via Agrippa

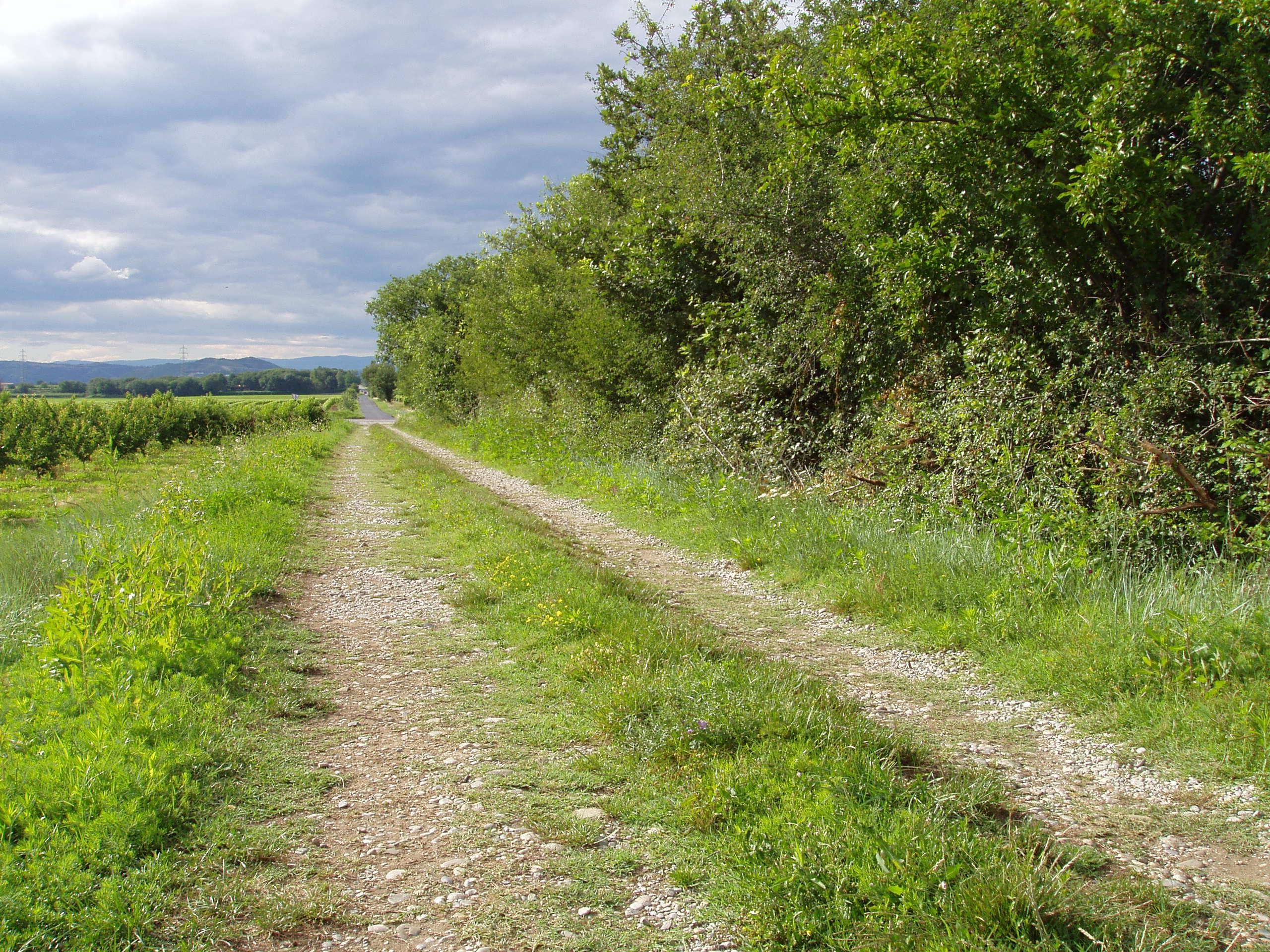
Ett avsnitt av Via Agrippa nära Beaumont-Monteux, Drôme, Frankrike.

Via Agrippa (svenska: Agrippas väg), var ett antika romersk vägnät i Gallien, uppfört på order av Marcus Vipsanius Agrippa, betrodd för omorganisationen av Gallien av kejsar Augustus. Totalt byggde romarna 21 000 km väg i Gallien.

## Agrippas projekt
Agrippas vägnät utgick från den strategiska platsen för Lugdunum, dagens Lyon i Frankrike. Den grekiske historikern Strabon redogjorde för vägriktningarna, identifierade av Pierre Gros:
- en vägriktning mot Atlanten, från Lugdunum/Lyon till Saintes, Charente-Maritime
- en vägriktning mot Nordsjön, via  Reims, Beauvais och Amiens
- en vägriktning mot Rhen, via Langres, Trier och Köln
- en vägriktning mot söder, till Marseille.

## Romerska milstenar

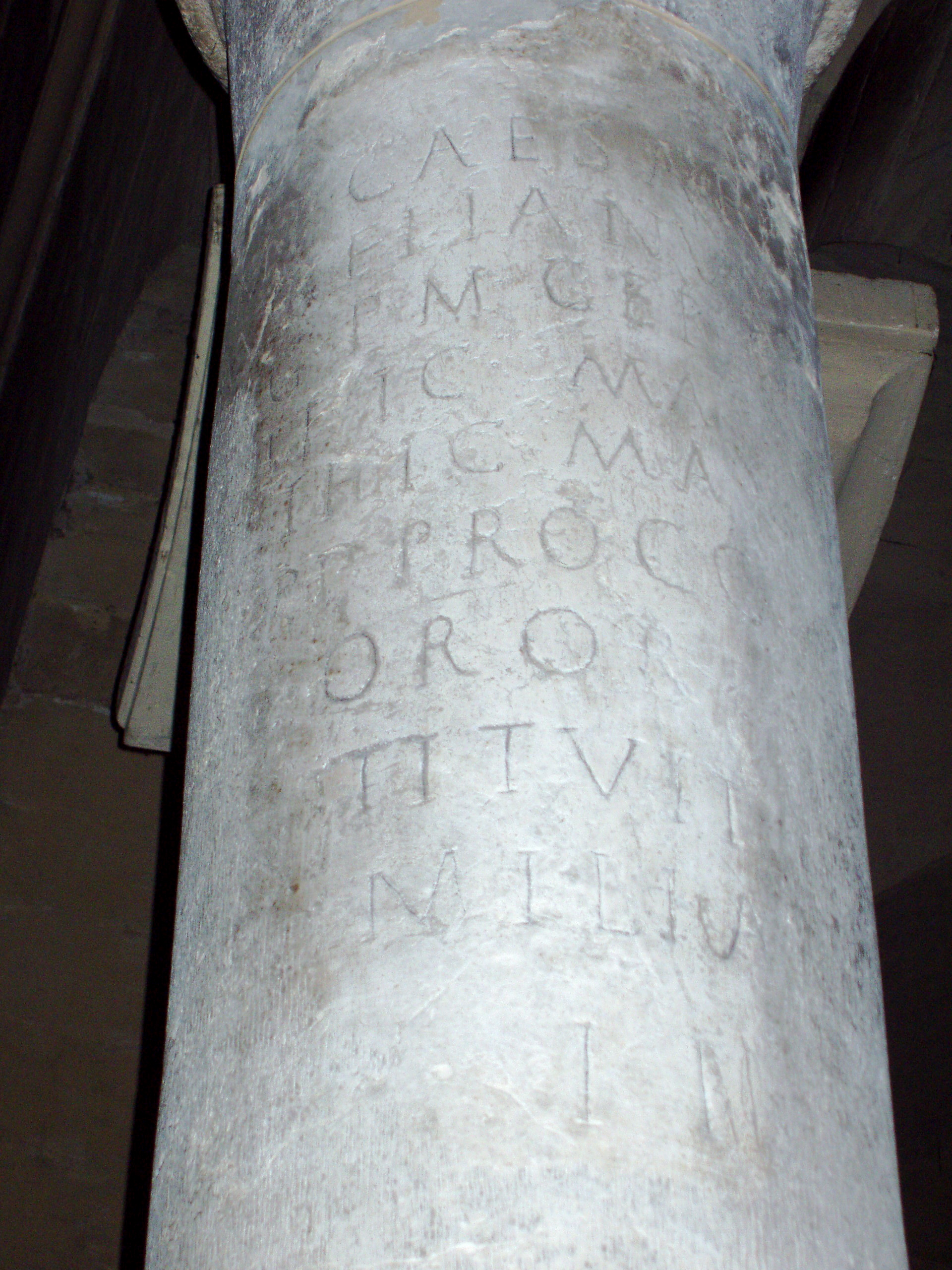
Milsten tillhörande Via Agrippa, återanvänd i Katedralen i Valence, Drôme.

Inskription i milsten i den romerska kolonin Valentia:
IMP(ERATOR) CAESAR L(UCIUS) DOMIT[IUS]
AURELIANU[S] P(IUS) [F(ELIX)] INV[I]CT[US]
[AU]G(USTUS) P(ONTIFEX) MA(XIMUS) GER[MANIC(US) MAX(IMUS)]
[GO]THIC(US) MA[X(IMUS) CARPIC(US) MAX(IMUS)] ?
[PAR]THIC(US) MA[X(IMUS) TRIB(UNICIA) POT(ESTATE) VI CO(N)S(UL)] ?
[III] P(ATER) P(ATRIA) PROCO(N)[S(UL) PACATOR ET RES]
[TITUT]OR ORB(IS) [REFECIT ET]
[R]ESTITUIT […]
MILIA [PASSUUM]
I[I] II ?
Översättning:
| ” | "Imperator caesar Lucius Domitian Aurelianus, from, lyckosam, oövervinnerlig, august, överstepräst, den störste erövraren av germanerna, goterna, Carpi, Parthians, återinförde Tribunalens makt för den (?) gången, konsul (?) gånger, landsfader, prokonsul, återinförare av världsfred, återuppförde: 3 (eller 4) mil" | „ |
| – | |   |